# Largo do Arouche
El Largo do Arouche es una plaza tradicional de la zona central de la ciudad de São Paulo, Brasil, considerada patrimonio cultural de la misma. Es considerado un polo de diversidad ya que ha sido ocupado por las comunidades LGBT desde los años 1940, ocupación que resistió la dictadura militar. Se ubica en el distrito República, cerca a la estación República del Metro de São Paulo.
El lugar también es conocido como "Plaza de las Flores" (en portugués: Praça das Flores) o "Mercado de Flores" y aloja diversos floristas que se instalaron luego de la retirada de las bancas existentes en la Plaza de la República por el alcalde Armando de Arruda Pereira en 1914. Durante los años 1900, la plaza alojó la "Feria Libre de Arouche" (en portugués: Feira Livre do Arouche), la segunda de la ciudad, creada en un contexto de crisis de abastecimiento de productos agrícolas. La feria cerró en 1954.
El nombre actual corresponde al teniente general José Arouche de Toledo Rendon, reconocido por ser el primer director de la facultad de derecho de São Paulo y del Jardín Botánico. Durante la historia fue renombrada varias veces. Anteriormente era conocida como Largo do Ouvidor, Largo da Artilharia y Praça Alexandre Herculano.
La plaza se hizo conocida a nivel nacional por la sitcom Sai de Baixo, producida por TV Globo. La serie, exhibida entre 1996 y 2002, retrataba situaciones humorísticas que tenían lugar en un edificio ficticio ubicado en el Largo do Arouche.